# 風立ちぬ (1976年の映画)
『風立ちぬ』（かぜたちぬ）は、1976年製作の日本映画。原作は堀辰雄の小説『風立ちぬ』。山口百恵主演文芸作品第5弾。この作品で百恵と三浦友和のコンビが復活した。公開時の惹句は、「『ただ あなたの側に居さえすれば 私はそれでいい……』 運命のいたずらの中を 小さな幸福を求めて いちずに生きる節子！」である。
7億9200万円の配給収入を記録、1976年（昭和51年）の邦画配給収入ランキングの第6位となった。

## 上映データ
| 公開日 上映時間 | 1976年（昭和51年）                 | 7月31日                            | 日本                               | 94分                               |
| サイズ          | カラー                             | シネマスコープ                     | 映倫No.18784                       | 映倫No.18784                       |
| 同時上映        | 『どんぐりッ子』（監督：西河克己） | 『どんぐりッ子』（監督：西河克己） | 『どんぐりッ子』（監督：西河克己） | 『どんぐりッ子』（監督：西河克己） |

## キャスト
- 水沢節子：山口百恵
- 結城達郎：三浦友和
- 結城庸平：河津清三郎
- 三浦しの：小夜福子
- 中山利夫：夏夕介
- 大浦茂春：松平健
- 杉良一：若杉透
- 結城真次郎：森次晃嗣
- 結城ふみ：斎藤美和
- 小川洋介：中島久之
- 成田先生：波多野憲
- 市毛蓉子：水原英子
- 小森夫人：東恵美子
- 井上花子：笠井うらら
- 神山勝
- 橘田良江
- 高山千草
- 中山弘子：岩川ひとみ
- 草村礼子
- 小見山玉樹
- 横田楊子
- 竹内覚
- 池田幸枝
- 藤田純子
- 坂巻祥子
- 正木博士（療養所所長）：宇野重吉
- 水沢欣吾：芦田伸介

## スタッフ
- 製作：堀威夫、笹井英男
- 製作補：金沢博
- 原作：堀辰雄「風立ちぬ」
- 脚本：宮内婦貴子
- 音楽：小野崎孝輔
- 撮影：前田米造
- 美術：大村武
- 録音：神保小四郎
- 照明：川島晴雄
- 編集：井上治
- チーフ助監督：川崎善広
- 製作担当者：近井一成
- 監督助手：八巻晶彦
- 色彩計測：関寿之
- スチール：吉崎松雄
- 写真提供：朝日新聞
- 現像：東洋現像所
- 潤色、監督：若杉光夫
- 製作プロダクション：ホリ企画制作
- 配給：東宝